# Црква Светог Луке у Купинову
Црква Светог Луке у Купинову, месту у општини Пећинци, коју је средином 15. века подигао деспот Ђурђе Бранковић, превасходно је значајна због своје историјско-документарне вредности и има статус споменика културе од изузетног значаја. Црква је подигнута поред старог града Купиника, посвећена је Светом Луки. Помиње се 1486. и 1502. године као гробна црква сремских деспота Стефана и Јована Бранковића. Разрушена и запустела 1502. године после турског освајања Срема, двапут је обнављана, почетком 18. и крајем 19. века.

## Изглед
Истраживањем грађевинског корпуса утврђено је да није претрпела велике измене током свога постојања. Скромна архитектонска целина цркве је једнобродна грађевина масивних зидова, подигнутих од камена и опеке, данас је у целини покривена равном дрвеном таваницом. Дубока олтарска апсида у ширини брода има полукружни облик, а наос је од припрате одвојен ниском зиданом тројном аркадом. Богато резбарен барокни иконостас, настао пре 1780. године у целини затвара простор између наоса и олтара. Осликан је 1729. године у барокном маниру, рокајне палете, а према новијим аналогијама дело је Јакова Орфелина девесетих година 18. века.
Радови на текућем одржавању и делимичној обнови грађевинског корпуса вршени су од 1952. године, а археолошка истраживања 1994. године, када је црква архитектонски снимљена и сачињен попис сликарских радова.

## Галерија
- Сполије
- Улазна капија
- Унутрашњост